# Étampes
Étampes – miejscowość i gmina we Francji, w regionie Île-de-France, w departamencie Essonne.
Według danych na rok 2011 gminę zamieszkiwało 24 013 osób, a gęstość zaludnienia wynosiła 586 osób/km² (wśród 1287 gmin regionu Île-de-France Etampes plasuje się na 133. miejscu pod względem liczby ludności, natomiast pod względem powierzchni na miejscu 6.).